# Полен, Пьер
Пьер Полен (фр. Pierre Paulin; 9 июля 1927 — 13 июня 2009) — французский дизайнер, прославившийся разработкой нестандартных предметов мебели. Творческим вкладом в развитие мирового мебельного дизайна стали кресла из формованной пены, обтянутые чехлами из эластичных тканей. Благодаря такому новаторскому для конца 1950-х годов и вполне актуальному для дня сегодняшнего решению, Полен наделяет предметы свободой форм и объёмов.

## Биография
Родился в 1927 году в Париже (Франция). Образование получил в частной Школе Камондо, (фр. école Camondo). Первая выставка мебели Полена состоялась в 1953 году в Салоне предметов домашнего обихода (фр. Salon des arts ménagers). Уже на следующий год дизайнер начал работать с компанией Thonet-France, для которой спроектировал множество предметов мебели, в особенности столов и стульев.
В 1958 году голландская компания Artifort пригласила Пьера Полена в свою команду разработчиков современной мебели, с которой дизайнер сотрудничал до самой смерти в 2009 году.

## Творчество
- 1953 : в Салоне предметов домашнего обихода (фр. Salon des arts ménagers) состоялась первая выставка мебели Пьера Полена, который в то время находился под творческим влиянием скандинавского дизайна и американских дизайнеров Чарльза Имза и Флоренс Нолл.
- 1954 : дизайнер начал сотрудничать с компанией Thonet-France, для которой спроектировал множество предметов мебели. Например, в данный период он создаёт стол СМ 141 с чёрной лакированной стальной рамой, чёрной меламиновой рабочей поверхностью и с блоком из двух выдвижных ящиков, покрытых шпоном ясеня. Этот функциональный минималистский письменный стол появился под прямым влиянием стиля баухаус
- 1958 : голландская компания Artifort приглашает Пьера Полена в свою команду разработчиков современной мебели.
- 1959—1970 : в рамках сотрудничества с Artifort Пьер Полен разрабатывает кресла и стулья Mushroom (Гриб) No.560 (1959), Butterfly (Бабочка) (1963), Tongue (Язык) No.577 (1964), Ribbon (Лента) No.582 (1965), Orange Slice (Долька апельсина) и многие другие мебельные «бестселлеры», ставшие неотъемлемой частью современного предметного дизайна. Мебель от Пьера Полена можно увидеть в одной из серий бондианы («Золотой палец») и фильме «Возвращение дракона» с Брюсом Ли, домах многих знаменитостей, лучших аэропортах мира, а также в постоянных коллекциях музеев современного искусства Нью-Йорка и Парижа.
- 1968—1972 : Пьер Полен задействован в реконструкции Денона, одной из трёх галерей Лувра.
- 1971 : Пьер Полен приглашён для оформления интерьера апартаментов президентской четы Помпиду в Елисейском дворце.
- 1984 : создаёт мебель (столы, шкафы, кресла и др.) для кабинета Франсуа Миттерана в Елисейском дворце. Президент увидел работы Полена на выставке в Музее декоративного искусства, представлявшую далеко не известную сторону творчества Полена — изготовление традиционной деревянной мебели ручной работы. Миттерану понравилась идея восстановления ремесла краснодеревщиков, и он пригласил Полена оформить в таком же стиле его кабинет. Мебель была произведена на фабрике Mobilier National.
- 1986 : участвует в разработке дизайна самолётов Airbus.
- 2007 : в честь юбилея Пьера Полена, компания Artifort выпустила все предметы, созданные за время сотрудничества с ним, в обивке Momentum. Дизайн этой ткани, заново запущенной в производство, был разработан в 1965 году Джеком Ленором Ларсеном (англ. Jack Lenor Larsen).
- 2008 : французская компания Ligne Roset[англ.] воспроизвела стол CM141 под названием Tanis, а также линейку продукции под названием Pumpkin (в пер. с англ. Тыква), которое мебель получила за пышные формы и яркий цвет обивки. Первоначальный дизайн стола CM141 остался неизменным, а вот скромная ненавязчивая отделка была значительно обогащена: рабочая поверхность Tanis выполнена из чёрного или белого кориана (материала на основе акриловой смолы и гидроксида алюминия), установленного на окантовочную лакированную стальную рамку, а блок из двух выдвижных ящиков отделан ореховым шпоном. Идея дизайна диванов, кресел и подставок для ног Pumpkin, в (2008 году получивших почётную награду Red dot, была напрямую заимствована у моделей, выполненных дизайнером в период между 1971 и 1974 годами для Художественной залы Елисейского дворца.
- 2007—2008: в парижской Галерее гобеленов (фр. Galerie des Gobelins) проходит выставка «Пьер Полен. Дизайн у власти» (фр. Pierre Paulin, le design au pouvoir).

Пьер Полен никогда не жил прошлым и до самой смерти 13 июня 2009 года разрабатывал новые предметы мебели (к примеру, диван Toune для фабрики Mobilier National и др.).